# Wydział Filozoficzny Uniwersytetu Masaryka
Wydział Filozoficzny Uniwersytetu Masaryka (cz. Filozofická fakulta Masarykovy univerzity) – wydział nauk humanistycznych i społecznych Uniwersytetu Masaryka z siedzibą w Brnie. Został założony w 1919 roku jako jeden z czterech pierwszych wydziałów uczelni.
W 2014 roku dziekanem wydziału został Milan Pol.